# Twickenham Stadium
Twickenham o normalment anomenat Twickers és un estadi dedicat al rugbi a 15. Situat a Twickenham, al sud-oest de Londres, és un escenari de 82.000 seients.
L'estadi és la seu de la federació anglesa de rugbi a 15, l'RFU, és utilitzat per l'equip d'Anglaterra de rugbi a 15 al Torneig de les Sis Nacions i dels seus partits de prova per a la final del Campionat d'Anglaterra de rugbi a 15 i de la Copa d'Anglaterra de rugbi a 15, i per partits de la Copa d'Europa de rugbi a 15. Tot i que està dedicat principalment al rugbi a 15, l'estadi també va ser usat per a concerts de grups de rock com The Eagles, els Rolling Stones, Iron Maiden, U2 i Police.

## Galeria d'imatges

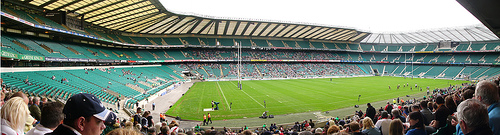
Panorama (2007)
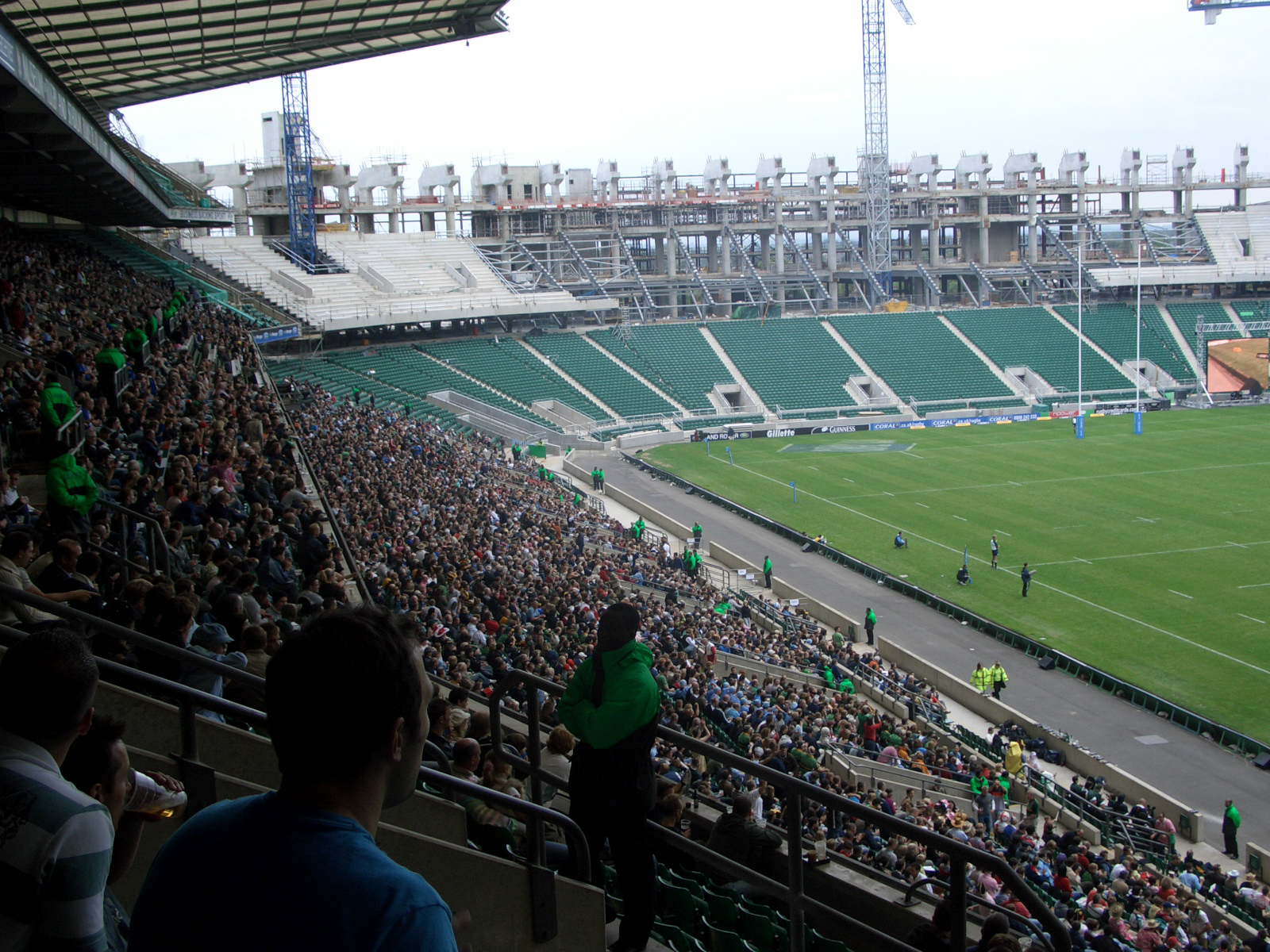
Aménagements de la tribune sud
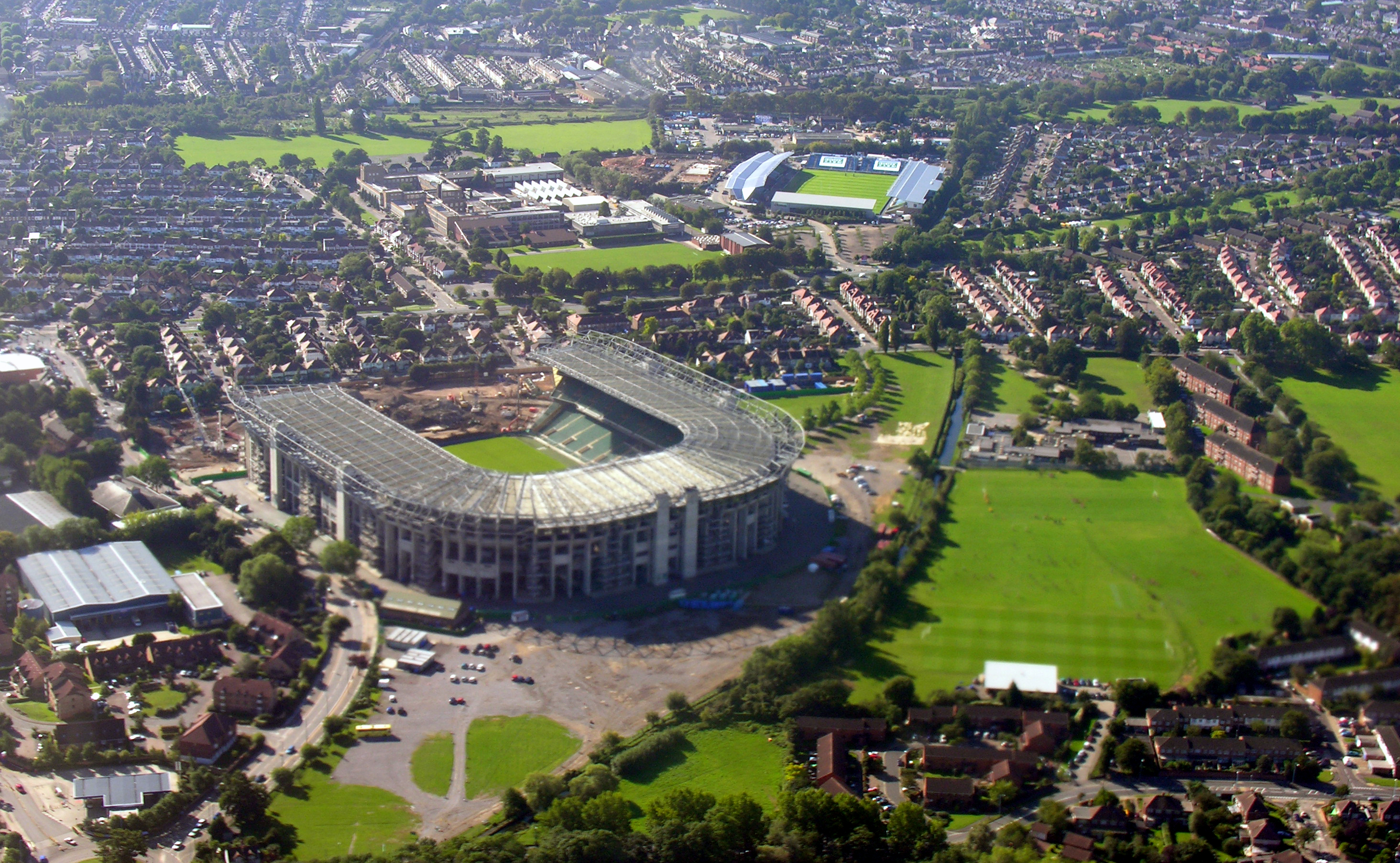
Vue aérienne
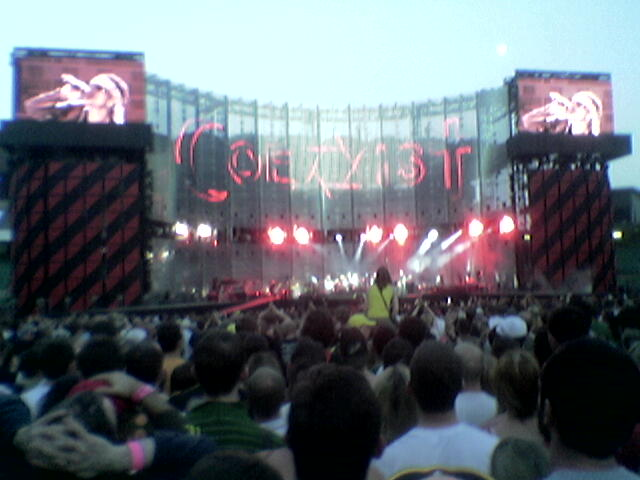
Concert de U2 (2005)